# Unter den Linden

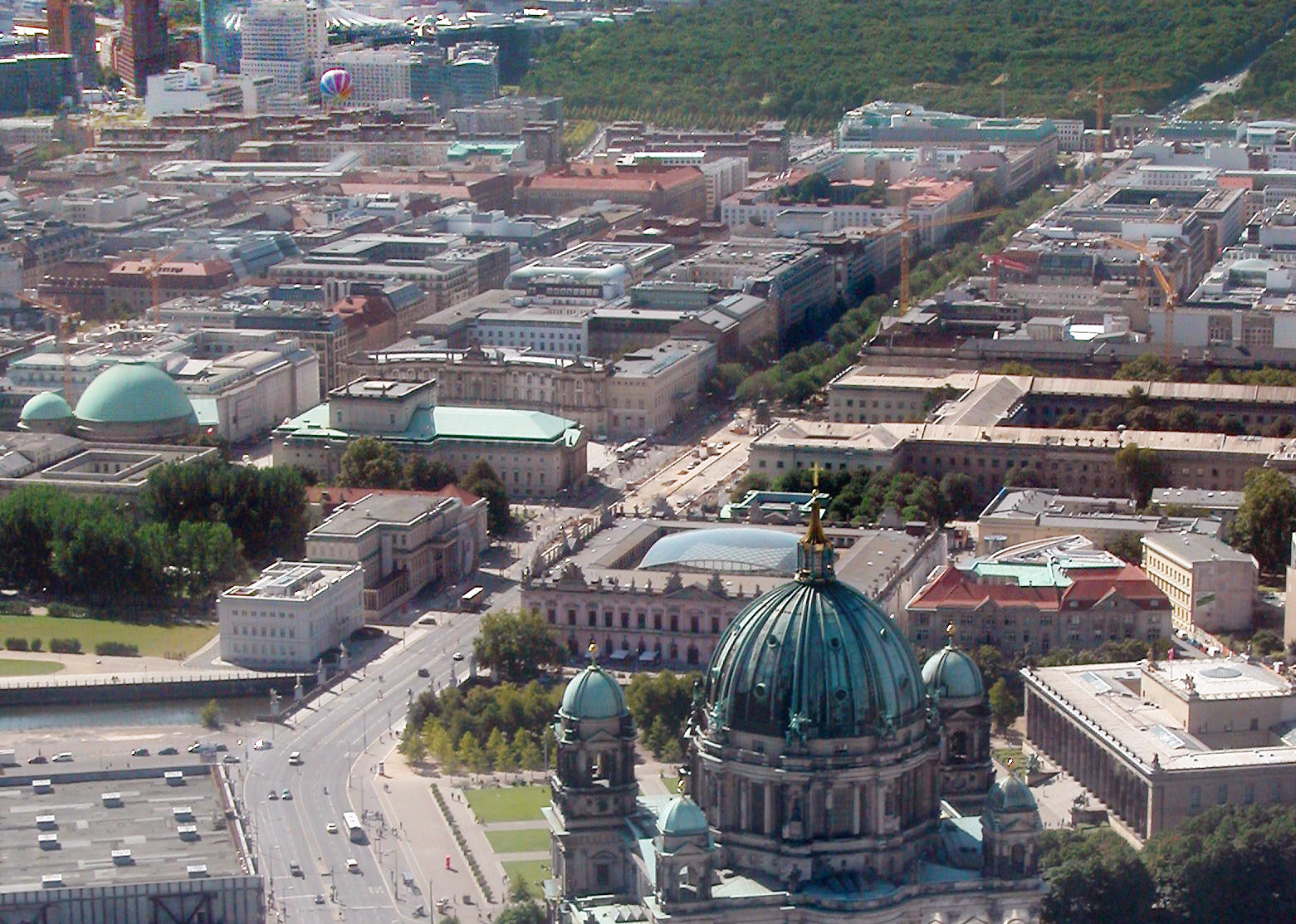
Vista aèria del bulevard, amb la Catedral de Berlín en primer pla i Tiergarten al fons

Unter den Linden («Sota els til·lers», en alemany) és el bulevard més tradicional i conegut de la ciutat de Berlín, Alemanya. Des dels seus principis fins a la Segona Guerra Mundial va ser el centre neuràlgic de la vida cultural berlinesa i el punt de trobada de molts ciutadans, a la manera de la Plaça de la Concòrdia a París, Piccadilly Circus a Londres, la Plaça de Catalunya a Barcelona, la Plaça Roja a Moscou, la Piazza del Popolo a Roma, la Marienplatz a Múnic o Times Square a Nova York.

## Història

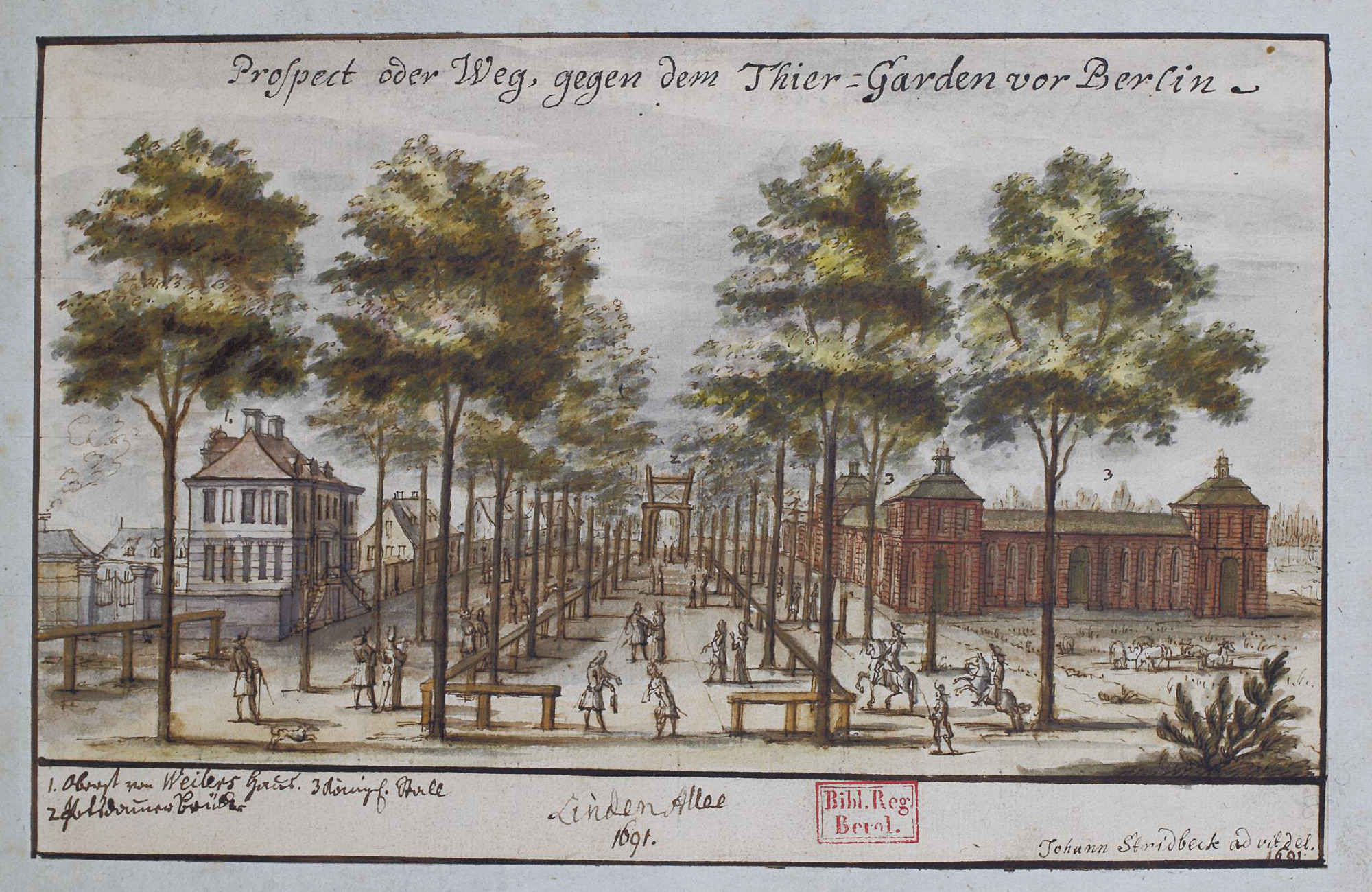
Gravat de la Linden Allee, predecessora del bulevard, l'any 1691

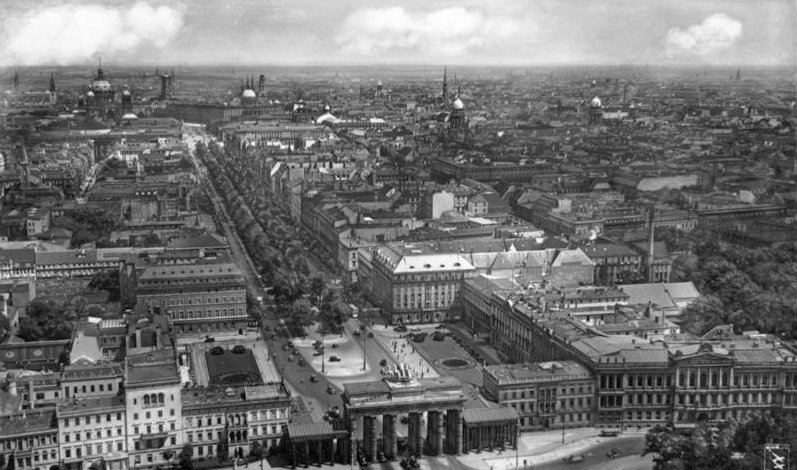
Vista aèria en 1931 amb la Porta de Brandenburg i la Pariser Platz en primer pla

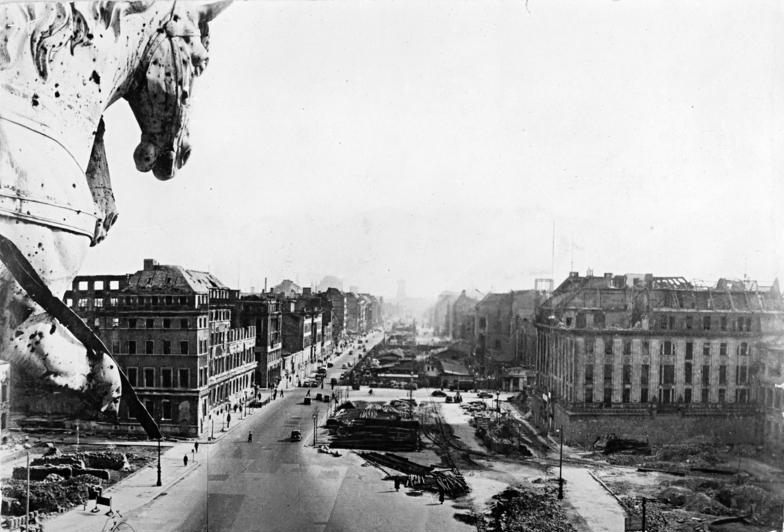
Vista del bulevard en ruïnes, en 1950, després de la batalla de Berlín

Al segle xvi, el príncep elector Joan Jordi de Brandenburg va obrir un sender per arribar al seu vedat de caça a Tiergarten, que va ser l’origen del bulevard actual. El 1647, Frederic Guillem de Brandenburg va adornar la senda amb til·lers, que van unir el Palau amb les portes de la ciutat.
La vereda est es va integrada en les fortificacions de la ciutat en finalitzar la Guerra dels Trenta Anys. Al llarg del segle xix es va convertir en el gran bulevard que avui es coneix, en expandir-se cap a l'oest amb l'erecció de l'estàtua eqüestre de Frederic el Gran per Christian Daniel Rauch.
Durant la construcció del S-Bahn de Berlín (tramvia) el 1934 es van tallar gran part dels til·lers originals, mentre que la resta dels arbres es va cremar durant la batalla de Berlín a final de la Segona Guerra Mundial. En acabar la guerra el bulevard va restar en ruïnes, i des de 1945 va pertànyer al sector est de la ciutat, que posteriorment esdevindria capital de la República Democràtica d'Alemanya. Els til·lers actuals es van plantar el 1950.
Amb la reunificació després de la caiguda del Mur de Berlín, va recuperar el seu lloc com a carrer favorit dels berlinesos al costat de Kurfürstendamm.

## Situació
L'ampli bulevard comença a la Pariser Platz, en el costat oest de la porta de Brandenburg, on es troben l'Acadèmia d'Art, el famós Hotel Adlon i les ambaixades d'Hongria, Rússia i França. A la seua vora se situa el Neue Wache (Edifici de la Nova Guàrdia de Berlín), dissenyat pel famós arquitecte Karl Friedrich Schinkel. Des d'aquesta plaça, el bulevard recorre 1,5 km en direcció est fins a Bebelplatz, on es troba l'estàtua eqüestre de Frederic el Gran flanquejada per la Universitat Humboldt de Berlín i el Museu Alemany d'Història (Deutsches Historisches Museum) en l'antic Zeughaus. Finalitza en el pont del castell (Schlossbrücke), el qual serveix d'unió amb l'Illa dels Museus (Museumsinsel) i el centre est de Berlín.

## Significat cultural
Unter den Linden és un dels principals eixos de la ciutat, clàssic punt de reunió i esplai. S'hi troben nombroses institucions nacionals i internacionals, ambaixades, i llocs d'interès turístic i cultural com la cèlebre Òpera Estatal de Berlín (Staatsoper Unter den Linden) coneguda col·loquialment com a "Lindenoper".
Va ser immortalitzat per poetes com Goethe, Schiller i Heine que li va compondre el sonet Ja, Freund, hier unter den Linden" el 1822 i per diverses cançons, entre les quals "Linden Marsch" (Marxa dels til·lers) i "Untern Linden, untern Linden" de Walter Kollo, la versió dels quals més famosa es va deure a Marlene Dietrich.